# David Singer
David Singer (New York) is een Amerikaans professioneel pokerspeler. Hij won onder meer het $9.800 No Limit Hold'em Championship Event van de Caesars Palace Classic 2007 (goed voor een hoofdprijs van $1.000.000,-), het $7.500 Heads Up No Limit Hold'em-toernooi van The Mirage Poker Showdown 2006 (goed voor $232.800,-) en het $1.500 Pot-Limit Hold'em-toernooi van de World Series of Poker 2008 ($214.131,-).
Voor Singer in 2001 profpokeraar werd, werkte hij als advocaat voor een non-profitorganisatie. In die hoedanigheid hield hij zich onder meer bezig met milieukwesties en het uitbannen van chemische vervuiling op Long Island. Singer won tot en met juni 2014 meer dan 4,2 miljoen dollar met pokertoernooien (cashgames niet meegerekend).

## Wapenfeiten
Singer won in 2008 eindelijk zijn eerste World Series of Poker (WSOP)-toernooi, nadat hij al negen keer eerder een finaletafel bereikte. Zo was hij verliezend finalist in zowel het $1.000 Limit 7 Card Stud Hi/Lo-toernooi van de World Series of Poker 1983 (achter Artie Cobb) als in het $1.000 Seven-Card Razz-toernooi van de World Series of Poker 1984 (achter Mike Hart). Ook werd hij negende in het $1.500 Seven Card Stud-toernooi van de World Series of Poker 1989.
Op de World Series of Poker 2003 bereikte Singer drie finaletafels. Hij werd daarop vijfde met $5.000 No Limit Hold'em, zevende met $2.500 No Limit Hold'em en negende in het Main Event. Vervolgens kwam hij tot plaats vier in het $2.500 Short Handed No Limit Hold'em-toernooi van de World Series of Poker 2005, plaats zes in het $50.000 H.O.R.S.E.-toernooi van de World Series of Poker 2006 en opnieuw plaats zes in het $50.000 World Championship H.O.R.S.E van de World Series of Poker 2007.
Singer bereikte daarnaast ook op (onder meer) de World Poker Tour verschillende finaletafels. Zijn eerste was die van het $ 9.700 Championship Event - No Limit Hold'em van de Borgata Poker Open 2005. Daarop eindigde hij als zesde (goed voor $249.775,- prijzengeld). Vier maanden later werd Singer derde in het $7.800 WPT - Main Event - No Limit Hold'em van het PokerStars Caribbean Adventure 2006 (goed voor 436.200,-). In het $10.000 WPT Main Event - No Limit Hold'em van de The Mirage Poker Showdown 2006 kwam hij tot plaats zeven ($92.482,-).

## WSOP-titel
| Jaar                       | Toernooi                 | Prijs      |
| -------------------------- | ------------------------ | ---------- |
| World Series of Poker 2008 | $1.500 Pot-Limit Hold'em | $214.131,- |
| World Series of Poker 2017 | $1.500 H.O.R.S.E.        | $203.709,- |